# Synchytriomycetes
Synchytriomycetes é uma classe monotípica de fungos do grupo dos quitrídios, pertencente à divisão Chytridiomycota, cuja única ordem é Synchytriales, com duas famílias.

## Descrição
Talo endobiótico, holocárpico, em forma de esporo ou soro em repouso envolto por membrana, colonial em alguns estágios de desenvolvimento; zoósporos posteriores, uniflagelados; com um único glóbulo lipídico circundado por cisternas de retículo endoplasmático e microcorpos; vesículas do tipo gama presentes; falta de tampa nuclear; dois cinetossomas quase paralelos, estriados transversalmente; dictiossoma solitário, associado ao rumpossoma posterior; o aparelho flagelar compreende o cinetossoma e o centríolo secundário; placa terminal flagelar bicôncava se presente. Principalmente patógenos de plantas terrestres.

## Classificação
Na sua presente circunscrição taxonómica o grupo apresenta a seguinte estrutura:
- Synchytriomycetes
  - Synchytriales
    - Chrysophlyctaceae
    - Synchytriaceae